# Rolf Krake (1863)
Rolf Krake byla věžová obrněná válečná loď dánského námořnictva. Byla to první válečná loď nesoucí výzbroj v dělových věžích navržených anglickým konstruktérem a vynálezcem Cowperem Phippsem Colesem. Zároveň byla první dánskou celokovovou a parním strojem poháněnou válečnou lodí.

## Stavba

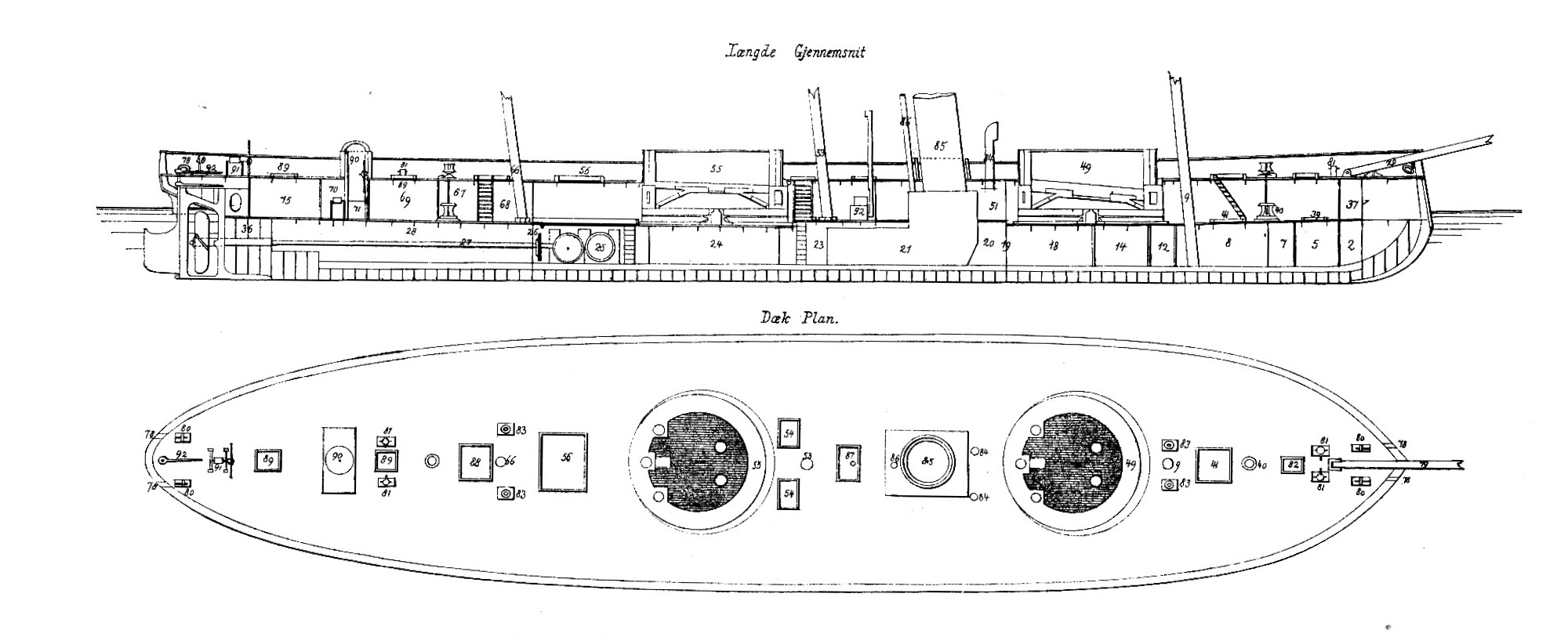
Základní uspořádání plavidla

Stavba lodi probíhala v loděnici R. Napier & Sons ve skotském Glasgow. Kýl lodi byl založen v roce 1862, trup byl spuštěn na vodu 6. května 1863 a do služby byla loď přijata 1. července 1863.

## Konstrukce

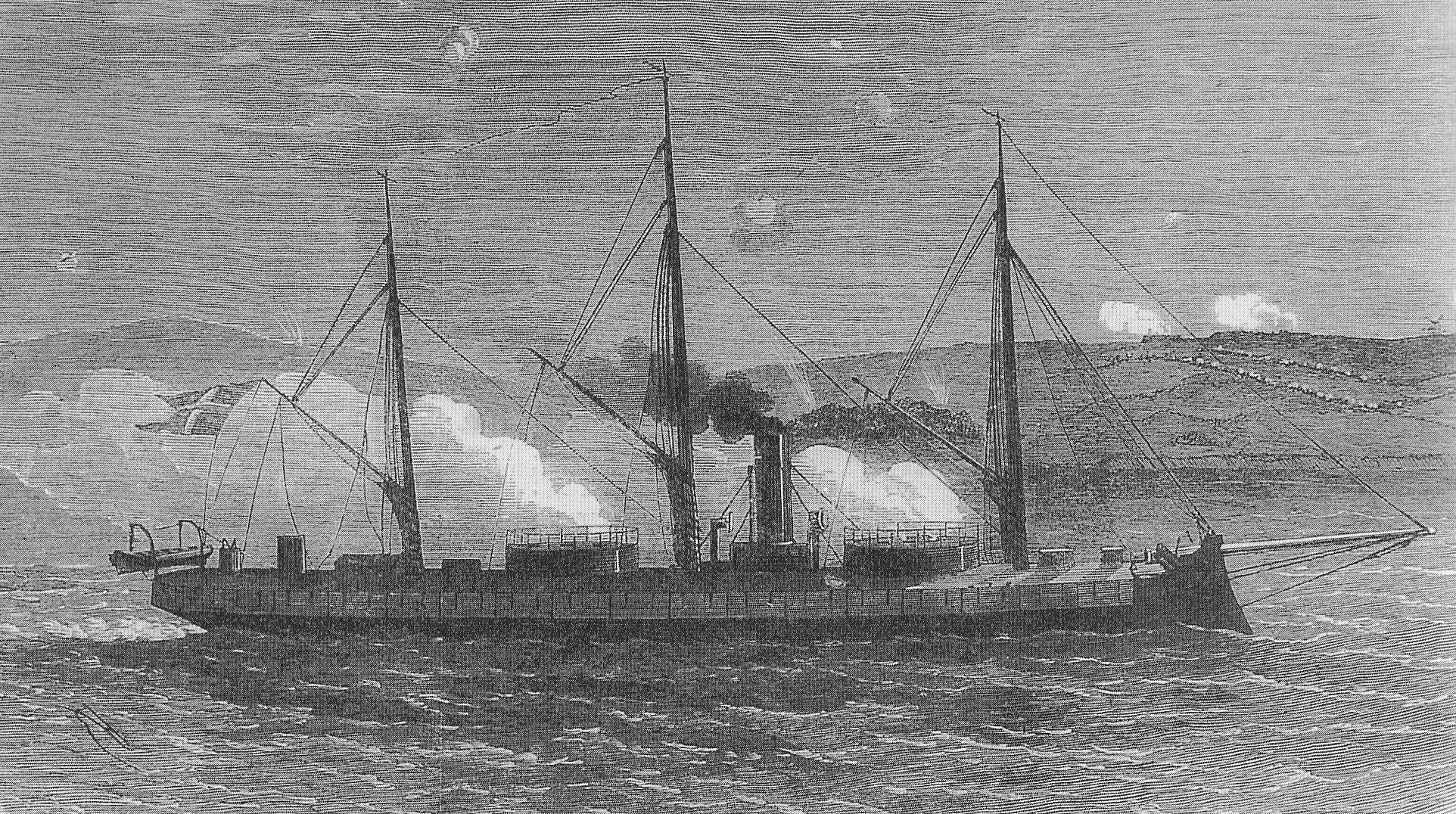
Rolf Krake

Výzbroj po dokončení tvořily čtyři 68liberní děla, umístěná ve dvoudělových věžích v ose lodi. Pohonný systém tvořil parní stroj o výkonu 700 HP, pohánějící jeden lodní šroub. Palivem bylo uhlí. Plavidlo mělo rovněž škunerovou takeláž. Nejvyšší rychlost dosahovala 10,5 uzlu. Dosah byl 1150 námořních mil při rychlosti 8 uzlů.

### Modernizace
Při modernizaci bylo upraveno složení výzbroje. Do každé věže byl umístěn jeden 203mm kanón. Doplňkovou výzbroj představovaly dva 76mm kanóny a čtyři 37mm (1liberní) revolverové kanóny.

## Služba

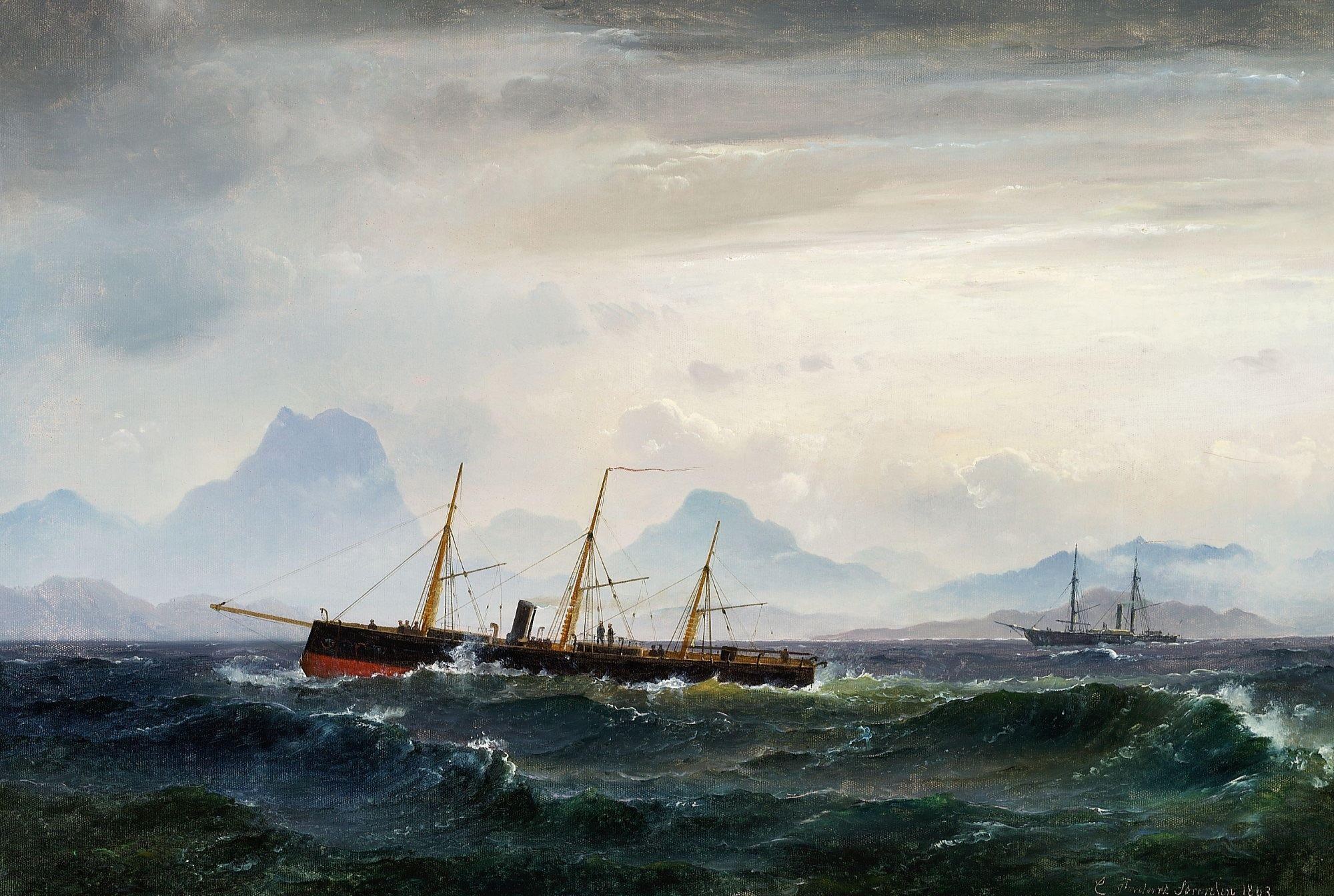
Malba od Carla Frederika Sørensena zachycuje právě dokončený Rolf Krake s dánskou fregatou Geiser u pobřeží Skotska

Loď byla bojově nasazena roku 1864 v druhé válce o Šlesvicko-Holštýnsko, ve které plnila úkoly pobřežní obrany a palebné podpory pozemních jednotek. Ze služby byl vyřazen až v roce 1907.